# 藤村守
藤村 守( ふじむら まもる、1942年 -  )は、日本の経営者。富士チタン工業元代表取締役社長。

## 経歴・人物
山口県出身。1965年3月、山口大学経済学部卒業。同年4月に石原産業に入社。1996年に同社取締役、1997年に同社常務、2005年3月11日には、石原産業常務兼富士チタン工業代表取締役社長に就任した。